# 共和宮
共和宮位於台灣台北市士林區社子街117號2樓，為主祀劉府千歲之道教廟宇。該建物興建於1974年，今為位於台北士林區之仿古廟宇建築。另外，該廟宇的組織型態為管理人制，祭典日期則是每年農曆之三月初三。